# Iguana de les Illes Caiman
La iguana de les Illes Caiman (Cyclura nubila caymanensis) és una subespècie de la iguana cubana en greu perill d'extinció.1 Les seves últimes poblacions es troben a les illes de Little Caiman i Caiman Brac.